# Riggia cryptocularis
Riggia cryptocularis är en kräftdjursart som beskrevs av Thatcher, de Conceiçao Lopes och Froehlich 2003. Riggia cryptocularis ingår i släktet Riggia och familjen Cymothoidae. Inga underarter finns listade i Catalogue of Life.